# Resolutie 906 Veiligheidsraad Verenigde Naties
Resolutie 906 van de Veiligheidsraad van de Verenigde Naties werd unaniem aangenomen op 25 maart 1994. De resolutie verlengde de UNOMIG-waarnemingsmissie in Abchazië met drie maanden.

## Achtergrond
Op de golf van opkomend onafhankelijkheidsstreven van Georgië uit de Sovjet-Unie tegen het einde van de jaren 1980, streefde de Abchazische minderheid in de Abchazische autonome republiek de onafhankelijkheid na, uit angst de autonomie in Georgië te verliezen. Het leidde tot etnische spanningen met de Georgiërs, die in Abchazië de grootste bevolkingsgroep waren.
In 1992 kwam het tot een gewapend conflict, waarbij ook Rusland betrokken raakte, dat het voor de Abchaziërs opnam. Begin 1993 braken zware gevechten uit om de Abchazische hoofdstad Soechoemi. In de zomer van 1993 werd een staakt-het-vuren afgesproken en werd de UNOMIG-waarnemingsmissie opgericht. De val van Soechoemi in september 1993 leidde tot grootschalige etnische zuiveringen tegen de Georgische gemeenschap.

## Inhoud
De Veiligheidsraad:
- bevestigt de resoluties 849, 854, 858, 876, 881, 892, 896 en 901;
- heeft de  rapporten van secretaris-generaal Boutros Boutros-Ghali over de situatie in Abchazië in beschouwing genomen;
- betreurt dat tijdens de onderhandelingen nog geen politiek akkoord en een akkoord over de terugkeer van vluchtelingen kon worden bereikt;
- verwelkomt de brief van Georgië over de bereidheid van dat land om verder te onderhandelen;
- benadrukt opnieuw de ernstige situatie in Georgië door de vele ontheemden uit Abchazië;
- betreurt het geweld van begin februari;

1. neemt nota van de rapporten;
2. roept op de soevereiniteit en territoriale integriteit van Georgië te respecteren;
3. nenadrukt dat alle vluchtelingen het recht hebben veilig naar huis terug te keren;
4. dringt erop aan dat de onderhandelingen zo snel mogelijk worden hervat;
5. moedigt donorlanden aan Georgië te helpen;
6. besluit om het mandaat van de VN-Waarnemingsmissie in Georgië te verlengen tot 30 juni;
7. vraagt alle partijen om de veiligheid en bewegingsvrijheid van UNOMIG te verzekeren;
8. vraagt de secretaris-generaal te rapporteren over de vooruitgang, in ieder geval voor of op 21 juni, en de situatie op het terrein en omstandigheden waarin een vredesmacht gewenst is;
9. besluit om actief op de hoogte te blijven.

## Verwante resoluties
- Resolutie 896 Veiligheidsraad Verenigde Naties
- Resolutie 901 Veiligheidsraad Verenigde Naties
- Resolutie 934 Veiligheidsraad Verenigde Naties
- Resolutie 937 Veiligheidsraad Verenigde Naties

Lijst ·  893 ·  894 ·  895 ·  896 ·  897 ·  898 ·  899 ·  900 ·  901 ·  902 ·  903 ·  904 ·  905 ·  906 ·  907 ·  908 ·  909 ·  910 ·  911 ·  912 ·  913 ·  914 ·  915 ·  916 ·  917 ·  918 ·  919 ·  920 ·  921 ·  922 ·  923 ·  924 ·  925 ·  926 ·  927 ·  928 ·  929 ·  930 ·  931 ·  932 ·  933 ·  934 ·  935 ·  936 ·  937 ·  938 ·  939 ·  940 ·  941 ·  942 ·  943 ·  944 ·  945 ·  946 ·  947 ·  948 ·  949 ·  950 ·  951 ·  952 ·  953 ·  954 ·  955 ·  956 ·  957 ·  958 ·  959 ·  960 ·  961 ·  962 ·  963 ·  964 ·  965 ·  966 ·  967 ·  968 ·  969